# Baradili
Baradili (sardinski: Bobàdri) je grad i općina (comune) u pokrajini Oristanu u regiji Sardiniji, Italija. Nalazi se na nadmorskoj visini od 165 metara i ima 83 stanovnika.
 Prostire se na 5,57 km2. Gustoća naseljenosti je 15 st/km2.
Susjedne općine su: Baressa, Genuri, Gonnosnò, Sini, Turri i Ussaramanna.